# East Carondelet
East Carondelet è un villaggio degli Stati Uniti d'America, situato nello Stato dell'Illinois, nella contea di St. Clair.